# クリスティーン・ヘイグラー
クリスティーン・ヘイグラー（Christine Haigler 1948年1月5日-）は、アメリカの元フィギュアスケート選手で現在はコーチ。結婚後はChristy Krall（クリスティ・クラール）と表記されている。

## 来歴
1963年と1965年の全米選手権で2位。1964年インスブルックオリンピックでアメリカ代表として出場し7位。

引退後はコーチとして活躍、全米フィギュアスケート協会(USFSA)のシニアディレクターとなり、2002年ソルトレークシティオリンピックのフィギュア組織メンバーの一人として委任されたまた全米フィギュアスケート協会のムーヴズインザフィールドテストの開発者のひとり。
現在はコロラド州コロラドスプリングスでコーチをしている。主な指導歴として、以下の選手がいる。
- パトリック・チャン(2009年12月-2012年3月)[3][4]（2011年、2012年世界フィギュアスケート選手権男子シングル優勝）
- アーミン・マーバヌーザデー(2011年12月-2013年)
- アグネス・ザワツキー(2011年6月-)[5]
- マリッサ・セカンディ
- ジョシュア・ファリス
- アンジェラ・ワン

## コーチとしての特徴
「ダートフィッシュ」というコンピュータプログラムを使って、ジャンプの軌道を分析するスペシャリストとして有名である。パトリック・チャンを4回転ジャンパーに育て上げ、世界選手権二連覇に導いたことで評価を高め、2011年にはスポーツサイエンス賞を受賞した。チャンを指導するまでは全米のフィギュアスケート選手・コーチへの技術研修やセミナーなどの指導を行っていた。

## 戦歴
| Event            | 1960-1961 | 1961-1962 | 1962-1963 | 1963-1964 | 1964-1965 |
| ---------------- | --------- | --------- | --------- | --------- | --------- |
| 冬季オリンピック |           |           |           | 7         |           |
| 世界選手権       |           |           | 19        | 5         | 4         |
| 全米選手権       | 4 N.      | 1 J.      | 2         | 3         | 2         |